# Braak
Braak er en by og kommune i det nordlige Tyskland, beliggende i Amt Siek under Kreis Stormarn. Kreis Stormarn ligger i den sydøstlige del af delstaten Slesvig-Holsten.

## Geografi
Braak ligger omkring 16 kilometer nordøst for Hamborg. Motorvejen A1 går gennem kommunen.